# Грозовой перевал (телесериал, 1978)
«Грозово́й перева́л» (англ. Wuthering Heights) — телесериал канала BBC по мотивам романа «Грозовой перевал» автора Эмили Бронте.
Постановка отличается тем, что строго следует канону.

## Сюжет
Много лет назад мистер Эрншо, хозяин Грозового Перевала, подобрал в Ливерпуле умирающего ребёнка (Хитклифф) и воспитал как сына. Малыш сдружился с «сестрой» Кэтрин, но «брат» Хиндли ненавидел мальчика, бил и издевался над ним. Видя это, хозяин отправил старшего сына в колледж. Хитклифф с Кэтрин были неразлучны. Спустя время мистер Эрншо скончался — теперь Хиндли хозяин дома. Он как мог мучил Хитклиффа: обязывал батрачить и заставлял слугу чаще бить того плетью.
В результате очередного хулиганства Кэти попадает к соседям Линтонам, где на неё кладёт глаз наследник состояния Эдгар. Дружба Кэтрин с Линтонами стала яблоком раздора с Хитклиффом.
У Хиндли Эрншо рождается сын Гэртон, мать малыша умирает. Потеряв самое дорогое, что у него было, Хиндли запил и стал буйствовать.
Любя нищего и необузданного Хитклиффа Кэтрин всё же выбирает богатого и ухоженного Эдгара. Хитклифф, узнав об этом, не прощаясь покидает Грозовой Перевал.
Через несколько лет Хитклифф объявляется и тем самым лишает Мызу Скворцов спокойствия и уюта. В Хитклиффа влюбляется Изабелла Линтон, они женятся. Однако Хитклифф делает это лишь для того, чтобы сделать Кэти больно — он ненавидит Линтонов. У Кэтрин случается нервный срыв. Миссис Линтон рожает дочь (тоже Кэтрин) и умирает. Хитклифф вне себя от горя.
Беременная Изабелла вскоре убежала от Хитклиффа.
Через полгода умирает Хиндли. Пристрастившись к игре, он заложил всё своё имущество Хитклиффу, и тому достался Грозовой Перевал вместе с сыном Эрншо — Гэртоном.
Спустя десять лет скончалась и Изабелла. Её сын Линтон Хитклифф вынужден перебраться на Мызу Скворцов к дядюшке и двоюродной сестре. Однако, Хитклифф выкрадывает сына.
Во время одной из прогулок дочь Эдгара и Кэти, названная в честь умершей матери, Кэтрин встречает Хитклиффа и Гэртона, который под чутким руководством Хитклиффа превратился в неотёсанного, безграмотного батрака. (Эдгар Линтон при смерти.) Мистер Хитклифф заманивает Кэтрин на Грозовой Перевал и насильно выдаёт замуж за болезненного Линтона, дабы отобрать Мызу и отомстить ненавистному Линтону. Впрочем, горе его врагов не успокоили душу Хитклиффа, его всё так же терзали безумные чувства к почившей Кэтрин Эрншо. Сын Хитклиффа умирает. Младшая Кэтрин постепенно налаживает отношения с другим братом, бросая тем самым вызов хозяину поместья. Видя эту «несправедливость», Хитклифф умирает. Кэтрин снова хозяйка Мызы, а между ней и Гэртоном царит любовь и согласие. Молодые люди собрались пожениться.

## В ролях
- Ричард Кэй — Локвуд
- Кен Хатчисон[англ.] — Хитклифф
- Кэй Эдшэд[англ.] — Кэтрин Эрншо
- Пэт Хейвуд[англ.] — Нелли Дин
- Деннис Бёрджесс[англ.] — мистер Линтон
- Уэнди Уильямс[англ.] — миссис Линтон
- Кэролайн Лэнгриш[англ.] — Изабелла Линтон
- Эндрю Берли — Линтон Хитклифф
- Джон Даттин[англ.] — Хиндли Эрншо
- Мэгги Уилкинсон — Фрэнсис Эрншо
- Дэвид Уилкинсон — Гэртон Эрншо
- Дэвид Робб — Эдгар Линтон
- Кэтрин Харрисон — Кэтрин Линтон
- Джон Голэйтли[англ.] — доктор Кеннет
- Брайан Уайлд[англ.] — Джозеф
- Барбара Кеох[англ.] — Зилла